# Autauga County
Autauga County is een county in de Amerikaanse staat Alabama. De county heeft een landoppervlakte van 1.566 km² en telt volgens een schatting 55.504 inwoners (juli 2017). Bij de laatste volkstelling in 2010 had de county 54.571 inwoners. De hoofdplaats van de county is Prattville.

## Geschiedenis
Autauga County werd op 21 november 1818, één jaar voor de erkenning van Alabama als staat, opgericht nadat de territoriale macht van Alabama dit per wettelijk besluit had besloten. Bij de oprichting bevatte deze nieuwe county delen van de hedendaagse Elmore en Chilton County. De county werd vernoemd naar de Autauga Creek, die door de county liep. Aan deze rivier leefde een indianenstam die dezelfde naam had. De eerste hoofdplaats van de county was Washington. In 1830 werd besloten deze te verplaatsen naar het meer centraal gelegen Kingston.
In 1836 stichtte industrieel Daniel Pratt een fabriek voor de productie van katoen aan de Autauga Creek, die uiteindelijk de grootste ter wereld zou worden. De locatie van de fabriek bevindt zich op de plek van het hedendaagse Prattville. Pratt zou ook hebben bijgedragen aan de aanleg van de eerste spoorweg van de county en droeg bij aan de oprichting van de eerste staal en ijzer bedrijven in Alabama. In 1859 stichtte Pratt een academie voor zowel jongens als meisjes in Prattville om de kinderen van zijn werknemers te kunnen onderwijzen.
In 1866 en 1868 gingen delen van de county op in de nieuw opgerichte Elmore en Chilton Counties. Daarnaast werd in 1868 besloten de zetel van de county te verplaatsen naar Prattville, waar in 1870 een door George Littlefield Smith ontworpen rechtbank werd gebouwd. Deze rechtbank werd in 1906 vervangen door een grotere rechtbank, die tot op de dag van vandaag wordt gebruikt.

## Demografie
Bij de volkstelling van 2010 had Autauga County een populatie van 54.571, bestaand uit 26.569 mannen en 28.002 vrouwen, en 20.221 huishoudens. De bevolkingsdichtheid betrof 35 inwoners per vierkante kilometer. In de county werden 22.135 woningen geteld, waarvan er 1.914 leegstonden.
Van de 20.221 huishoudens bestond 56,2% (11.367) uit getrouwde koppels, en 25,5% (5.157) van de huishoudens had geen familierelatie. Dit bestond uit 39% (2.012) alleenstaande mannen en 47,1% (2.429) alleenstaande vrouwen. 34,9% (7.065) van de huishoudens had één of meer inwonende kinderen.
De bevolking van de county bestond in 2010 voor 26,8% (14.613) uit mensen onder de 18 jaar, 8,5% (4.617) uit mensen van 18 tot en met 24, 52,8% (28.795) uit mensen van 25 tot en met 64 en 12,0% (6.546) uit mensen ouder dan 64.
In 2010 bedroeg de beroepsbevolking 26.635 wat 66,0% van de bevolking van 16 jaar of ouder betrof. Onderdeel van deze beroepsbevolking waren 1.611 werklozen, wat inhoudt dat 6% van de beroepsbevolking werkloos is. Het gemiddelde inkomen per huishouden bedroeg 53.255 dollar.

## Bestuur
De wetgevende macht is in handen van de county commissie bestaande uit vijf leden, die elk een afzonderlijk district vertegenwoordigen. De sheriff van de county is de Republikein Joe Sedinger.

## Gemeenschappen

### Steden
| Naam                       | Inwoneraantal (2010) | Oppervlakte |
| -------------------------- | -------------------- | ----------- |
| Prattville* (County-zetel) | 33.960               | 87,8 km²    |
| Millbrook*                 | 14.640               | 33,9 km²    |

* Zowel Prattville als Millbrook bevinden zich gedeeltelijk in Elmore County

### Plaatsen
| Naam         | Inwoneraantal (2010) | Oppervlakte |
| ------------ | -------------------- | ----------- |
| Autaugaville | 870                  | 20,46 km²   |
| Billingsley  | 144                  | 3,39 km²    |